# Gülper See
Der Gülper See in der Gemeinde Havelaue liegt circa 70 Kilometer westlich von Berlin am Westrand von Brandenburg, im Nordwesten des Landkreises Havelland zwischen den Dörfern Gülpe, Prietzen, Kietz und Strodehne. Er ist etwa 660 Hektar groß (Ausdehnung 3,5 Kilometer in Ost-West- und 1,5 Kilometer in Nord-Süd-Richtung) und liegt 23,6 m ü. NHN. In ost-westlicher Richtung wird er vom Rhin durchflossen, der unmittelbar unterhalb des Sees in die Gülper Havel mündet, in deren Überschwemmungsbereich sich der See befindet. Seit 1967 steht er unter Naturschutz.

## Entstehung und Charakteristik

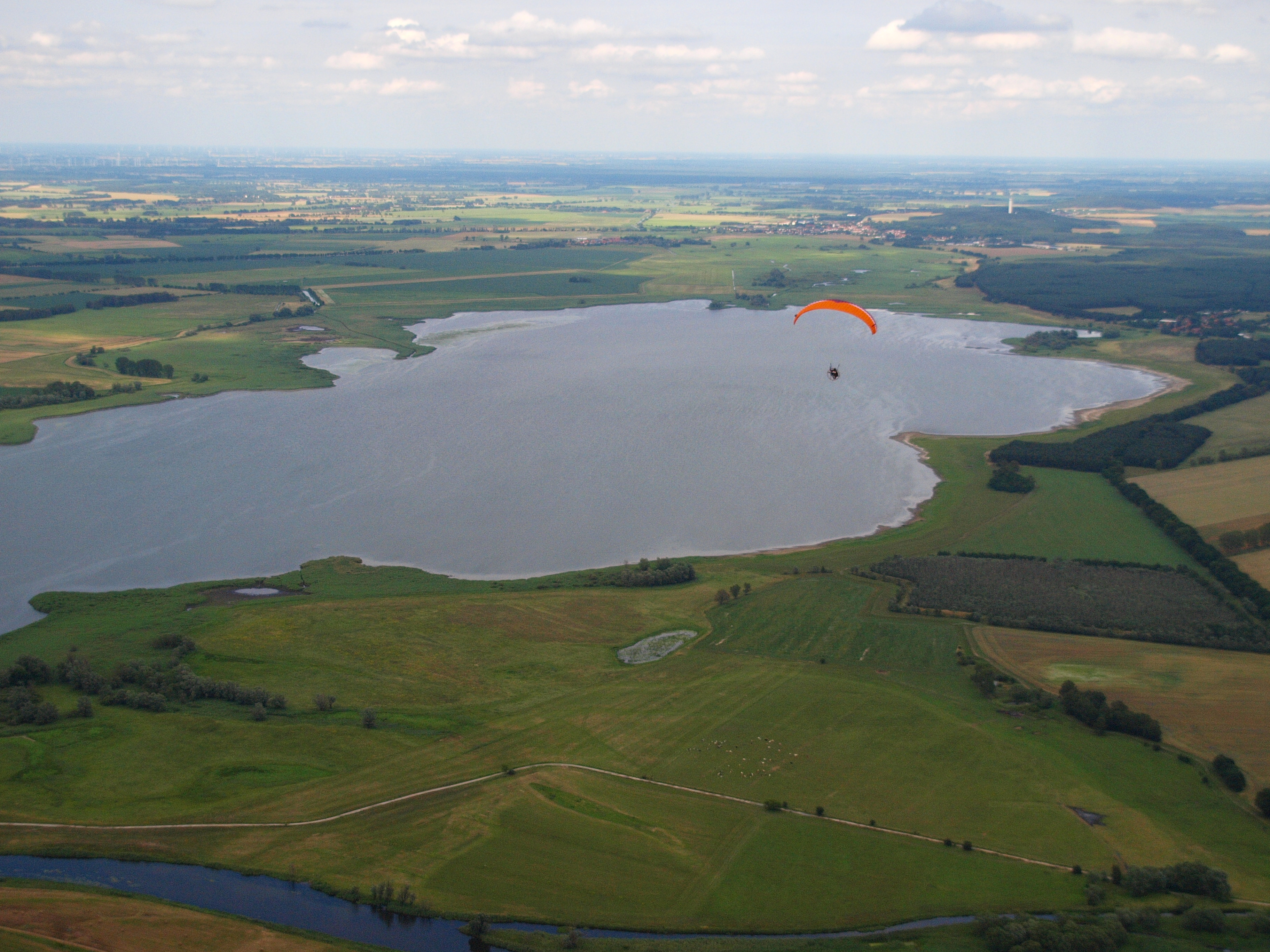
Gülper See im Luftbild

Der Gülper See ist ein Glazialsee, d. h., er entstand infolge der Weichsel-Eiszeit aus einer durch Gletscher-Schmelzwasser ausgewaschenen Mulde im Zusammenfluss von Eberswalder und Berliner Urstromtal. Seine Tiefe beträgt etwa ein bis zwei, im Bereich des Abflusses auch bis zu drei Meter. Noch vor 25 Jahren war er ein wasserpflanzenreicher Klarwassersee, der sich inzwischen aufgrund verstärkter Nährstoffzufuhr zu einem Trübsee mit starker Entwicklung von Phytoplankton („Algenblüte“) und Sichtweiten unter fünfzig Zentimetern im Sommerhalbjahr entwickelt hat.
Große Ablagerungen von schlammigen Sedimenten (Gyttja, Halbfaulschlamm) entstanden vor allem im Westen, Norden und Nordosten, wo breite Schilfgürtel den See säumen. Der Wasserstand der Elbe und ihr Rückstau in die Havel beeinflussen die hydrologischen Verhältnisse des Gebietes maßgeblich. Auf Grund der geringen Erhebung des Geländes über den mittleren Wasserstand der Havel und wegen des geringen Gefälles von Havel und Rhin gibt es lang anhaltende Überschwemmungen auf den Gebieten rings um den Gülper See. Der Abfluss aus dem und somit der Wasserstand im Gülper See wird hauptsächlich über das Nadelwehr Gahlberg reguliert. Ein zweites regulierendes Wehr befindet sich in einem ehemaligen Schleusenbecken bei der Kahnschleuse Gülpe in einem nach Südwesten zur Gülper Havel verlaufenden Graben. Im Südosten und Süden gehen die flachen Ufer in extensiv beweidete Grünland- und Magerrasen-Vegetation über. Die weitere Umgebung bilden vor allem Feuchtwiesen, vereinzelt auch Äcker und Gehölze (Weiden und Pappeln, im Süden Kiefernforste); der Gülper See hat somit im Gegensatz zu anderen Seen der Region einen sehr „offenen“ Charakter.

## Naturschutz
Der See bildet den Kern des 970 Hektar großen Naturschutzgebiet (NSG) Gülper See, das bereits seit 1967, damals noch deutlich kleiner, existiert. Das NSG ist wiederum Bestandteil des Naturparks Westhavelland, des größten Schutzgebietes in Brandenburg, das wegen seines natürlichen Nachthimmels  auch als Sternenpark gilt. Die herausragende Bedeutung als Brut- bzw. Rastgebiet für Limikolen, Gänse, Enten und Kraniche führte (zusammen mit der Unteren Havelniederung) zur Einstufung als Feuchtgebiet Internationaler Bedeutung (FIB) im Rahmen der Ramsar-Konvention. Am 5. August 2009 wurde der Gülper See gemeinsam mit weiteren Flächen der NABU-Stiftung Nationales Naturerbe übertragen.
Der Gülper See ist Rastplatz für Bläss- und Waldsaatgänse, die sich hier im Frühjahr und Herbst zu mehreren 10.000 aufhalten. Auch als Schlafplatz für Kraniche gewinnt er immer mehr an Bedeutung – im Oktober 2006 konnten an die 10.000 dieser Großvögel gezählt werden. Das Schauspiel der in der Abenddämmerung von allen Seiten laut trompetend zum See fliegenden Kraniche zieht zunehmend Touristen in die Gegend.
Auch andere z. T. seltene und gefährdete Vogelarten brüten oder rasten um den Gülper See, wie Singschwäne, viele Enten- und Limikolenarten, Kormoran, See- und Fischadler, Rot- und Schwarzmilan, Rohrweihe, Rohrdommel, Grauammer, Braunkehlchen, Beutel- und Bartmeise. Eine floristische Besonderheit ist die vollständige Serie der Flachmoor-Verlandungs-Gesellschaften westlich und östlich des Sees.